# I calunniatori
I calunniatori è un film del 1956 diretto da Mario Volpe e Franco Cirino.

## Trama
Dopo molti anni un ricco industriale ritorna al paese natio; qui conosce una ragazza orfana, Dorina, che vive in condizioni di ristrettezze economiche con il nonno; impietosito cerca di aiutarla pagandole un collegio. Dopo alcuni anni la incontra e si innamorano ma la loro relazione viene ostacolata da una cugina dell'uomo.